# ロイ・ウェズリー・ヘンダーソン

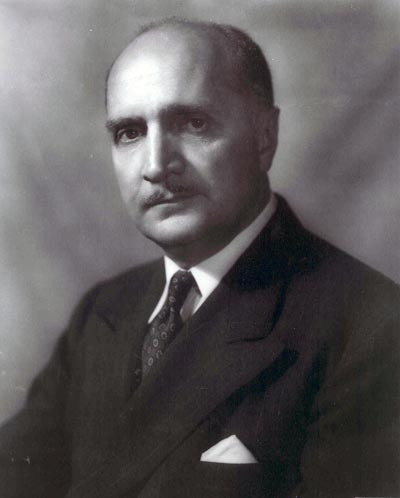
ロイ・ウェズリー・ヘンダーソン

ロイ・ウェズリー・ヘンダーソン（Loy Wesley Henderson、1892年6月28日 - 1986年3月24日）は、アメリカ合衆国の国務官僚、外交官である。

## 生涯
アーカンソー州ベントン郡ロジャーズで出生。妻はラトビア人のエリーズ (Elise)。一卵性双生児の兄弟ロイ (Roy H. Henderson) がいたが、1920年に死去した。
第一次世界大戦時には、徴兵猶予を受けた。1915年、ノースウェスタン大学を卒業。のちデンヴァー大学に進んだ。
国務省入りしたのちは、駐イラク公使（1943年～1945年）、駐インド大使（1948年～1951年）、駐イラン大使（1951年～1954年）などを歴任した。
ギリシア内戦が進行していた頃に国務省近東・アフリカ局長を務め、トルーマン・ドクトリンをはじめとする初期冷戦外交に関わった。1960年の退官後は、アメリカン大学で国際関係論を教えた。
1986年、メリーランド州ベセスダにて死去。93歳。同年、回顧録『信頼という問題―米ソ外交関係の起源 ("A Question of Trust: the origins of U.S.-Soviet diplomatic relations") 』が出版された。

## 略年表
- 1892年　出生
- 1915年　ノースウェスタン大学を卒業
- 1918年　在仏米国赤十字社
- 1920年～1921年　在独米国赤十字社
- 1922年　国務省に入省。アイルランド副領事として赴任（～1924年）
- 1937年　第17回国際地理学会議米国代表
- 1942年　外交局検査官
- 1942年　在ソ米国大使館臨時顧問
- 1943年～1945年　駐イラク公使
- 1945年～1948年　近東・アフリカ局長
- 1948年～1951年　駐インド大使兼駐ネパール公使（ニューデリーに駐在）
- 1951年～1954年　駐イラン大使
- 1954年　国務次官補
- 1955年～1960年　行政担当国務次官代理
- 1956年8月　スエズ運河委員会委員
- 1959年1月　バグダード協定会議米国代表団団長
- 1960年　退官
- 1961年～1968年　アメリカン大学教授
- 1986年　死去